# Canal Saint-Martin
El canal Saint-Martin és un canal de 4,55 km de longitud (2 d'ells subterranis) situat a París. Recorre els districtes X i XI. Va ser creat en els seus orígens per portar aigua potable a la capital. La seva inauguració es va produir el1825. Està compost de nou rescloses i dos ponts giratoris, el seu desnivell total és de 25 metres.

## Història
Sota l'Antic Règim el proveïment d'aigua potable de la capital era escàs i sovint de mala qualitat malgrat l'existència de pous i d'aqüeductes. El 1802, Napoleó Bonaparte va decidir posar remei a aquesta situació. La solució va ser reprendre l'antic projecte de canalització del riu Ourcq.
Després de 23 anys d'excavacions el canal va entrar en funcionament el 1825.
L'obra va ser finançada amb la creació d'un nou impost sobre el vi.
El canal coneix la seva edat d'or durant el segle xix i fins a mitjan segle XX. A més d'aportar aigua potable a la ciutat la seva navegació permet transportar mercaderies, aliments i materials de construcció fins al mateix cor de París. No obstant això, des dels anys 60 es va començar a produir un descens del tràfic que el recorria en benefici del transport per carretera i del ferrocarril. Això va portar al gradual tancament de les indústries i tallers que vorejaven la construcció.
A principi dels anys 70 el canal va estar a punt de desaparèixer a causa d'un projecte de l'Ajuntament de París que pretenia crear-hi en el seu emplaçament una autovia urbana de 4 carrils. La idea va ser finalment desestimada.

## El canal en l'actualitat

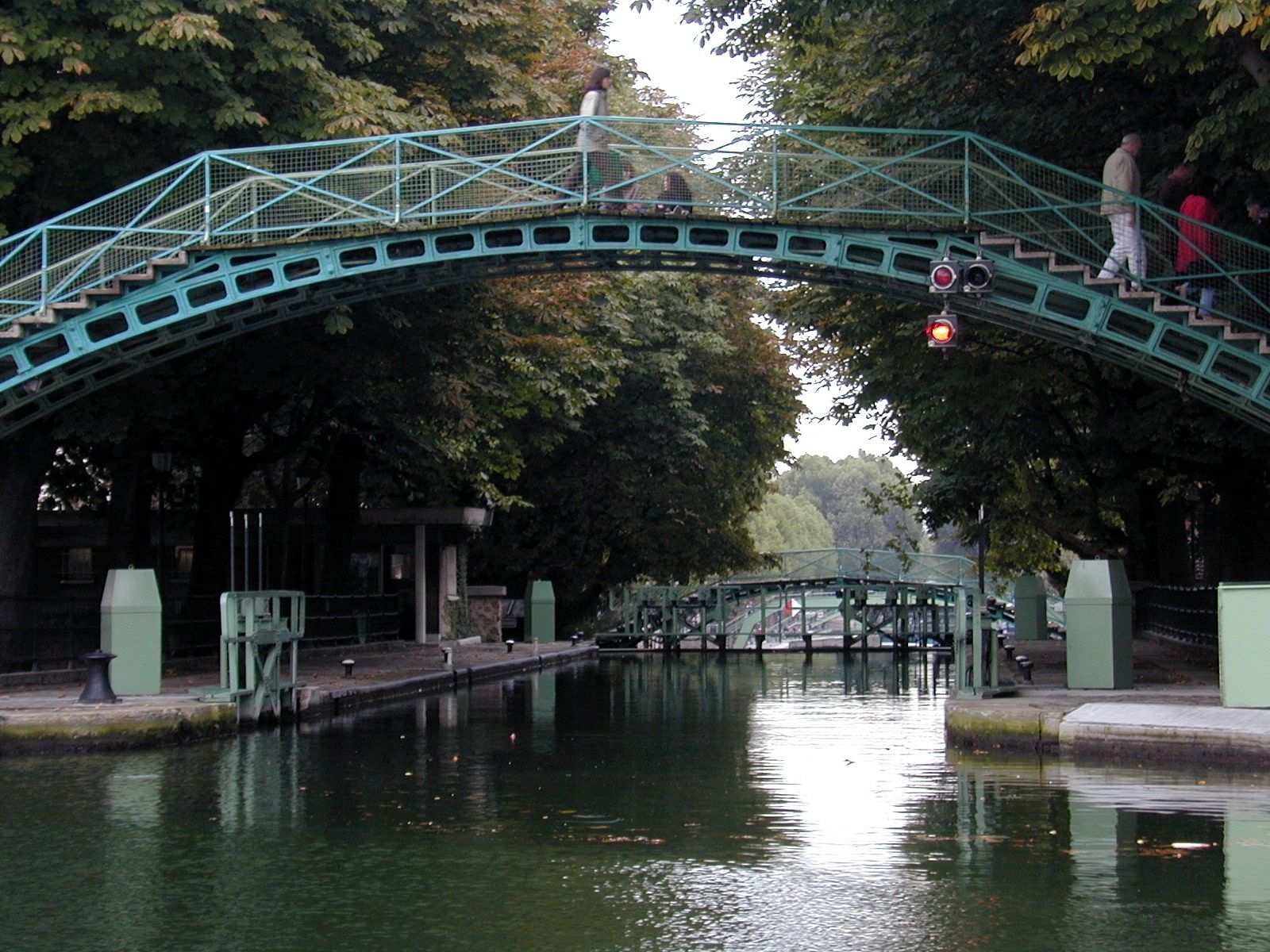
Un pont sobre el canal.

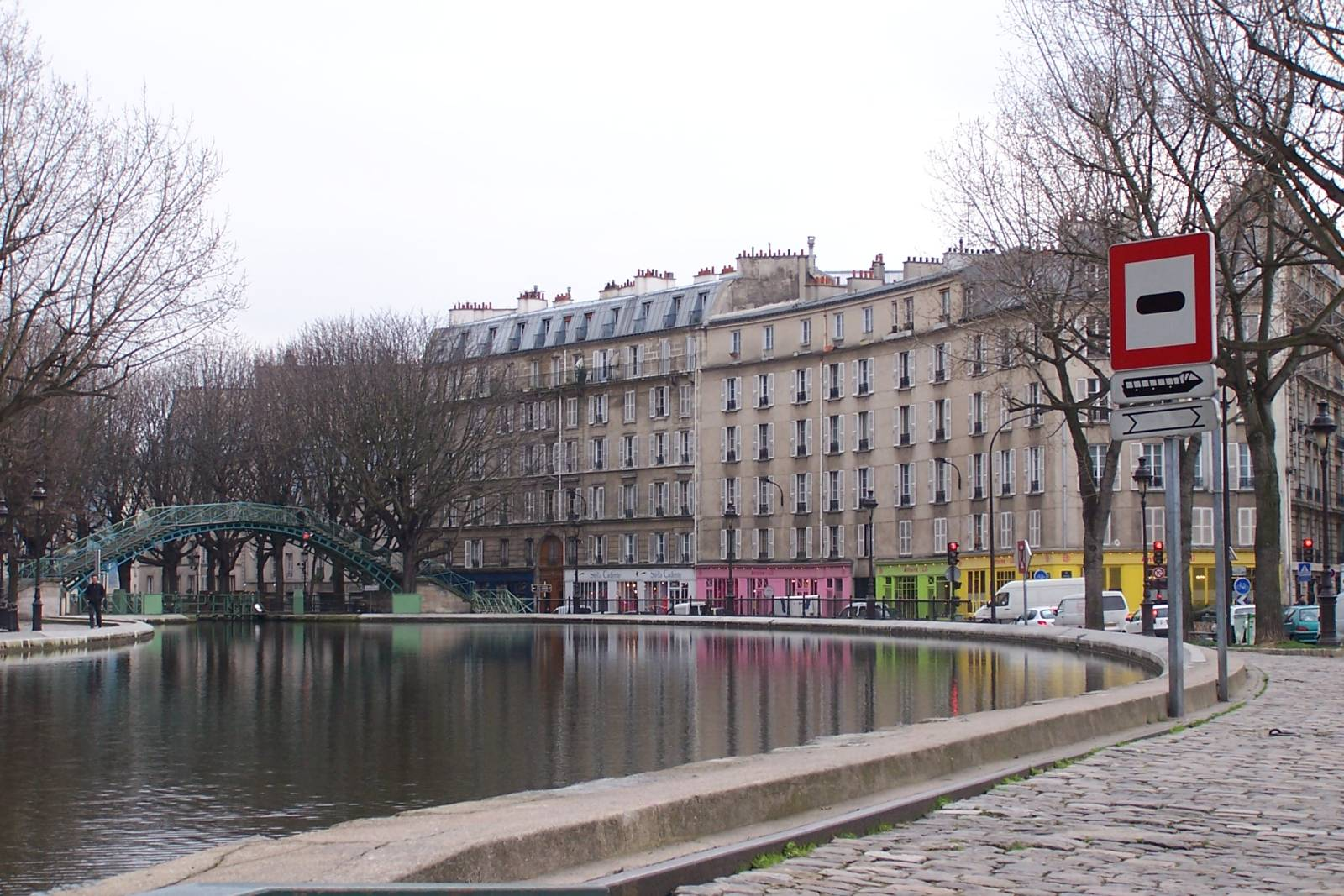
Quai de Valmy, el canal a l'altura del parc Villemin.

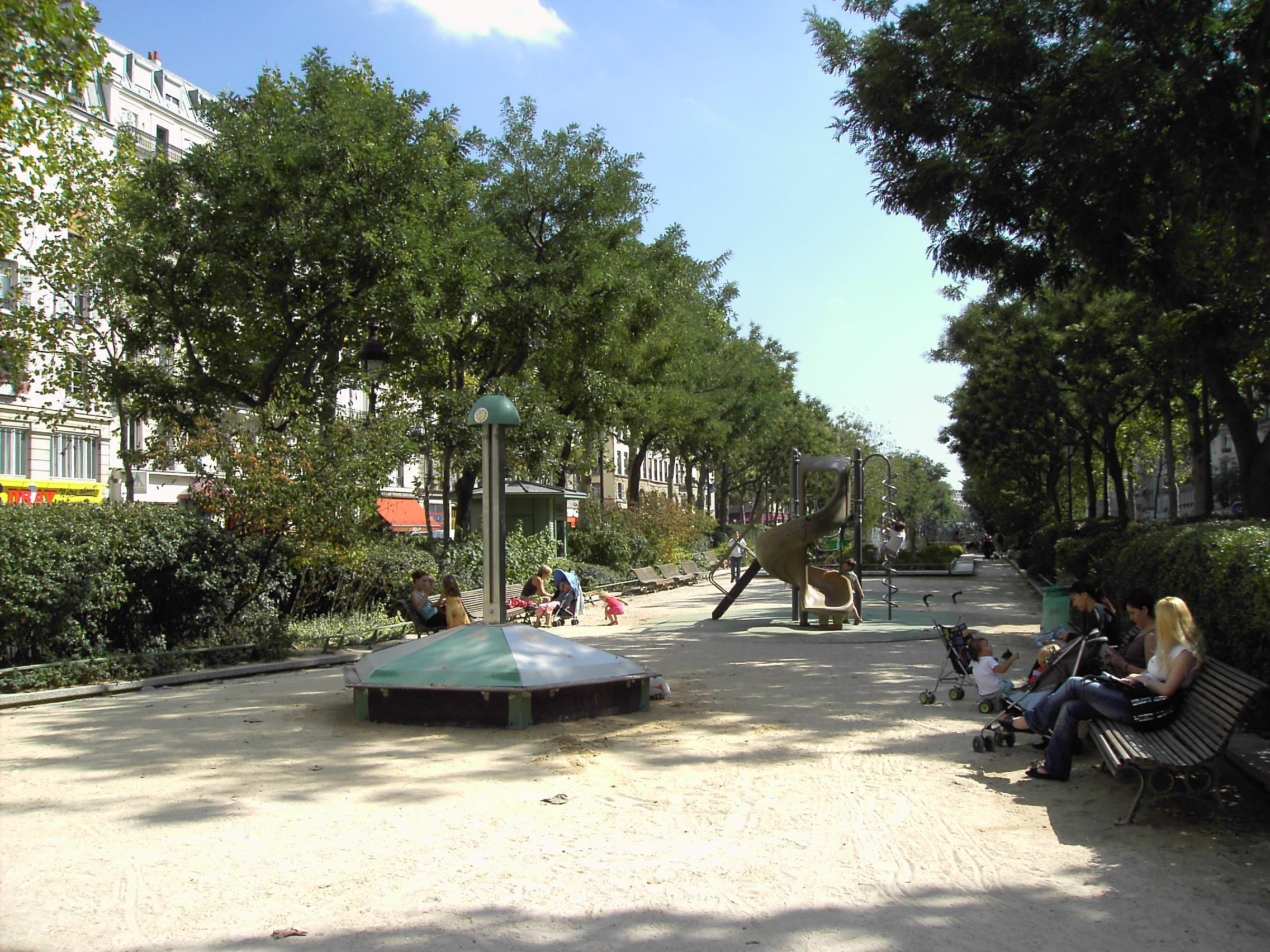
La zona coberta del canal: Boulevards Jules-Ferri i Richard-Lenoir, a l'11è districte

Als nostres dies el canal compleix principalment una funció turística. Ocasionalment se segueix usant per al transport de mercaderies. Està obert al tràfic 363 dies a l'any i és usat de forma habitual pels habitants de París com a zona de passeig.